# Scarus hoefleri
Scarus hoefleri är en fiskart som först beskrevs av Steindachner, 1881.  Scarus hoefleri ingår i släktet Scarus och familjen Scaridae. IUCN kategoriserar arten globalt som livskraftig. Inga underarter finns listade i Catalogue of Life.